# Ass Like That
Ass Like That (nella versione censurata A** Like That, Like That o Butt Like That) è un singolo del rapper Eminem, pubblicato il 7 giugno 2005 come sesto estratto dal quinto album in studio Encore.
Il 28 febbraio 2018, la RIAA lo certifica singolo di platino per il milione di unità vendute nel mercato statunitense.

## La canzone
È stata pubblicata come singolo nel 2005.
In essa Eminem prende in giro quelle donne che, dotate di un "sedere così" (in lingua inglese appunto an ass like that) e che fanno suonare alla sua "verga" "duh do-ing do-ing do-ing", riferimento all'erezione.
Le donne in questione sono le popstar Jessica Simpson, Mary-Kate e Ashley Olsen, Britney Spears, Hilary Duff, JoJo (quindicenne all'epoca della canzone), Janet Jackson e Gwen Stefani.
Il testo ironizza anche su R. Kelly, Pee-Wee Herman, Michael Jackson ed Arnold Schwarzenegger. Dr. Dre appare in un cameo alla fine della canzone, chiedendo ad Eminem "Che diavolo ti prende?!".

## Il video
Il video, girato e pubblicato nel 2005, mostra il rapper importunato dal noto pupazzo "Triumph the Puppet Dog". Vi sono incursioni dal "mondo reale" al "mondo dei pupazzi" e viceversa. Vi sono versioni a forma di peluche delle personalità prese in giro nella canzone, ma anche Nick Lachey, 50 Cent, Dr. Dre e i personaggi dal programma televisivo Crank Yankers.